# Rodenticide

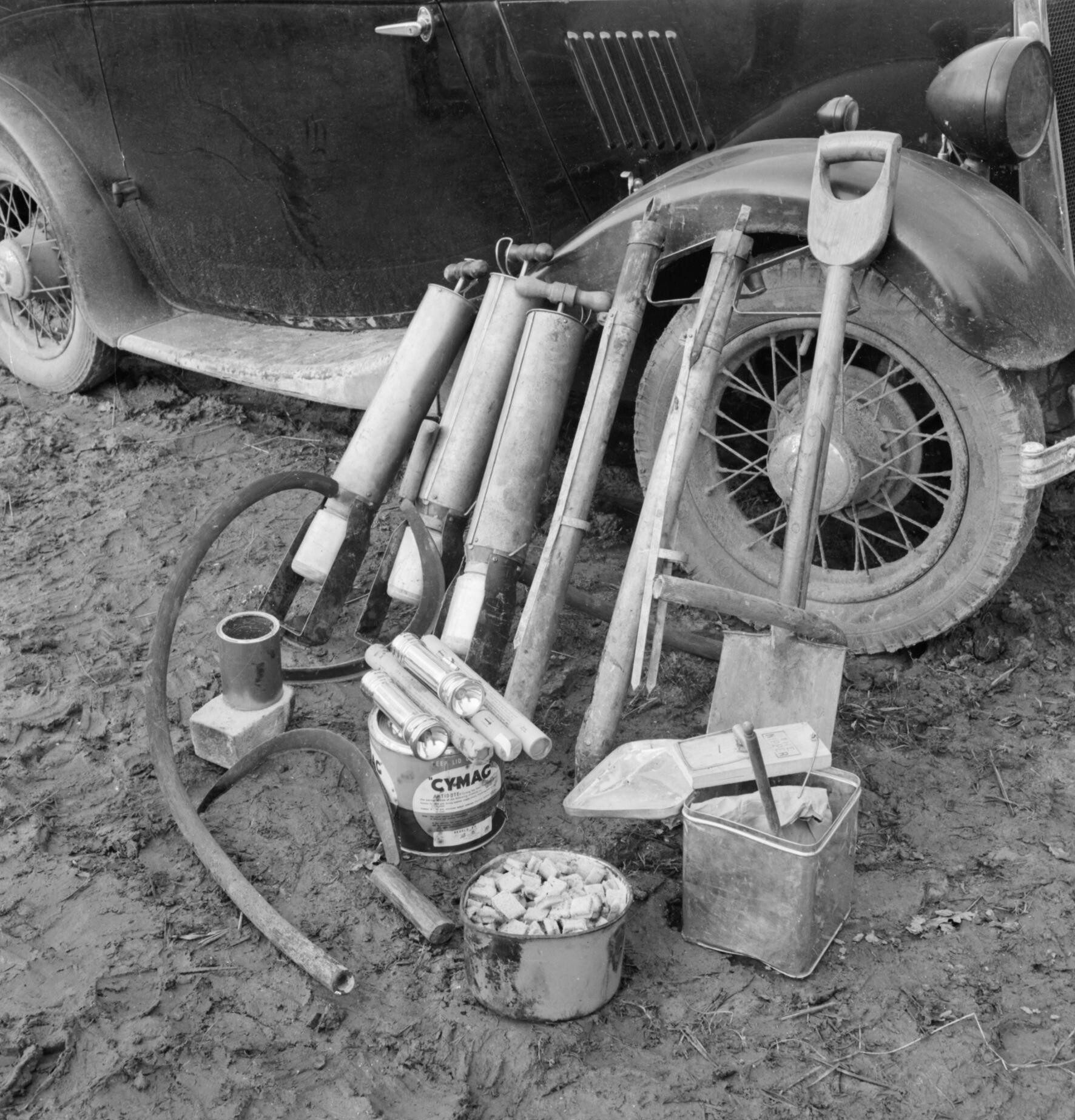
Équipement employé pour l'extermination des rats. Angleterre, 1942.

Un produit rodenticide (du latin rodere, « ronger ») ou raticide est une substance active ou une préparation ayant la propriété de tuer des rongeurs.
Les rodenticides sont des biocides classés parmi les méthodes chimiques et létales par rapport au piégeage (non létal) de lutte contre les rongeurs.
Autrefois à base de trioxyde d'arsenic ou de thallium, ils sont aujourd’hui le plus souvent composés d’anticoagulants. Au sein de la catégorie des rodenticides chimiques, les anticoagulants sont les plus pratiques et les plus utilisés, car ne présentant pas d'aversion alimentaire, et semble-t-il peu d'« aversion gustative conditionnée » de la part des rongeurs (mais de telles aversions sont possibles, et démontrées en laboratoires pour certains anticoagulants absorbés à dose non létale par le rat brun), et parce qu'il existe un antidote en cas d'empoisonnement humain ou d'animaux domestiques (chiens, chats) à la suite de la consommation accidentelle de grains, d'appâts, ou d'animaux empoisonnés. Mais des souches résistantes de rats et de souris semblent de plus en plus nombreuses.

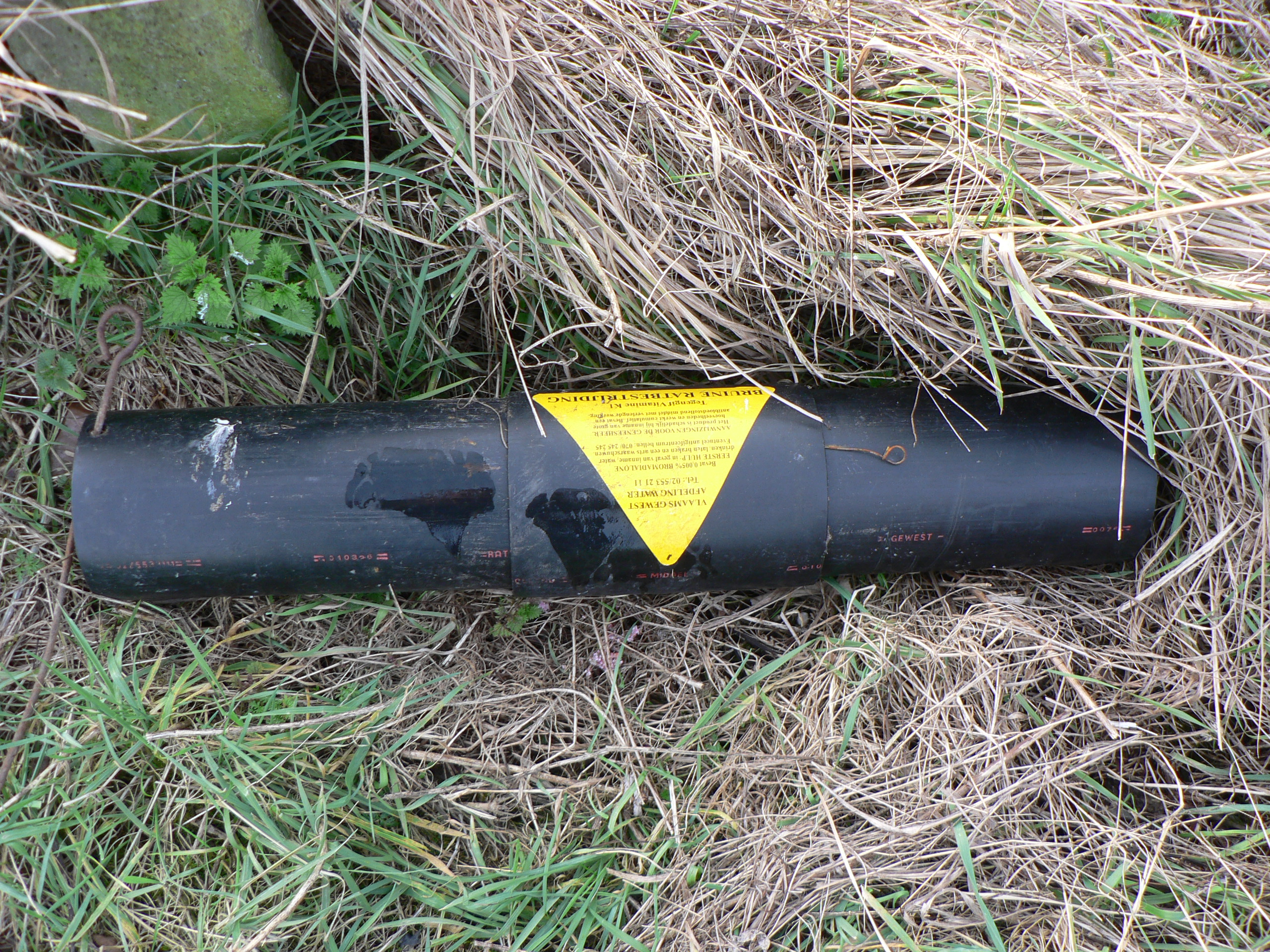
Pour limiter les risques d’accident et d’empoisonnement autres que de rats et souris, des conteneurs spéciaux existent (ici, sur le bord de l’Escaut en Belgique). Ils sont fixés au sol, mais sont parfois néanmoins emportés par les inondations.

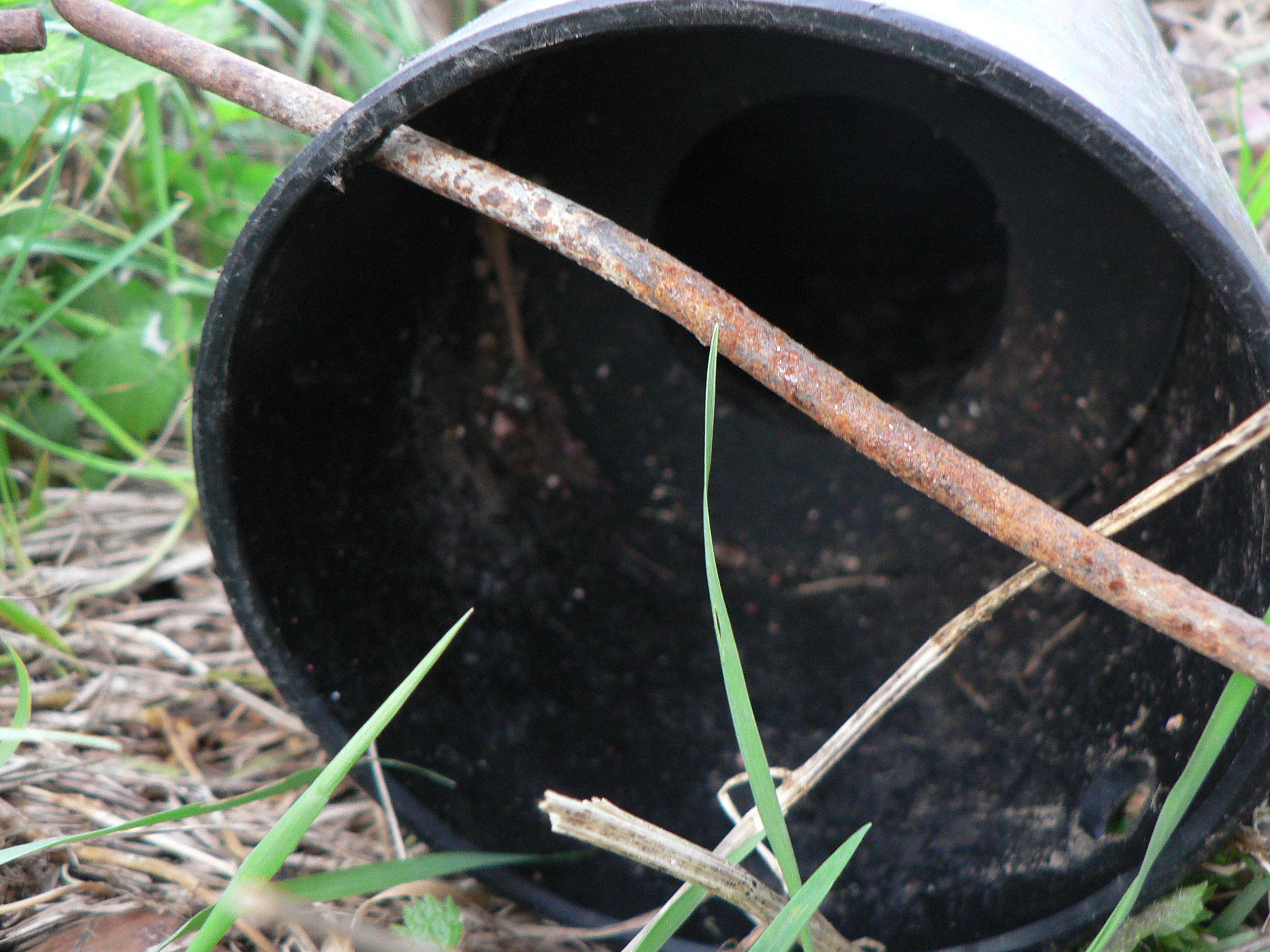
Entrée d’un piège relativement sélectif. Pour les rats musqués, les appâts sont parfois posés sur des radeaux flottants, éventuellement avec une protection pour que les castors ne s’empoisonnent pas, mais il arrive que d’autres animaux montent sur le radeau, ou sautent dessus à partir de la berge.

## Usages

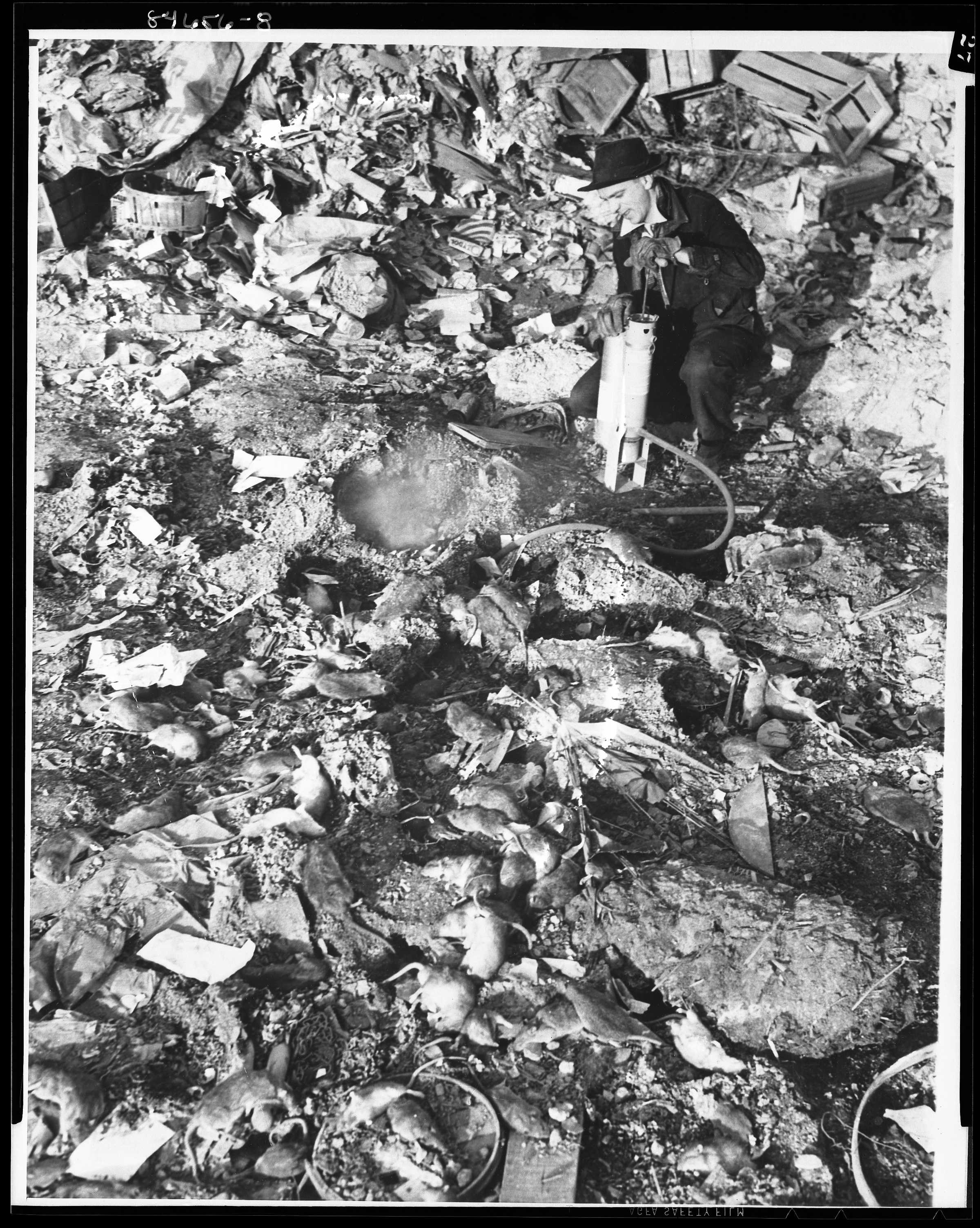
Lutte contre le typhus et la peste par l'élimination des rats dans les décharges (probablement durant la Seconde Guerre mondiale).
L'image montre un homme avec un pulvérisateur et de nombreux rats morts sur la surface des déchets. Il est sans doute en train de pulvériser un gaz toxique (cyanure de calcium en poudre, appelé Calcid, qui dégage de l'acide prussique gazeux par hydrolyse) dans les « terriers » de rongeurs. Source : Archives médicales militaires des États-Unis.

Les rodenticides sont utilisés dans l'environnement domestique, agricole (élevages, granges, etc.), en milieu rural et dans l'industrie agroalimentaire ;
Ils servent à contrôler ou éliminer des populations de souris, surmulots, ragondins, campagnols et par extension taupes (qui ne sont pas des rongeurs mais des insectivores).

## Commercialisation
Pour le grand public, ils sont ou ont été commercialisés sous plusieurs formes :
- poudres de piste,
- concentrats huileux,
- appâts prêts à l'emploi (en grain, blocs, blocs paraffinés…)

Dans la plupart des pays dont France, Belgique, Canada, Suisse, les raticides fumigants (pour fumigations des galeries creusées par les rongeurs) ne peuvent être achetés et utilisés que par des entreprises agréées.
Parfois de l'eau empoisonnée remplace les appâts (il convient alors de l'exposer aux rongeurs sans que d'autres petits animaux, les animaux domestiques, le bétail, les volailles ou les enfants puissent y avoir accès).

## Familles de rodenticides
Les molécules actives rodenticides sont issues de familles chimiques très diverses, dont :

### L'arsenic
Autrefois utilisé, il est aujourd'hui interdit (non biodégradable, non dégradable et toxique pour tous les animaux). Il l'a notamment été sous forme de vert de Paris ou vert de Schweinfurt (ancienne dénomination commerciale de l'acéto-arsénite de cuivre, ou "Pigment vert CI 21", très toxique).

### Certains gaz lacrymogènes
La chloropicrine a autrefois été très utilisée contre le rat, mais avec un danger pour l'applicateur lui-même. C'est un gaz de combat utilisé lors de la Première Guerre mondiale qui induit une mort par œdème pulmonaire aigu. Ces produits sont aujourd'hui interdits.

### Les anticoagulants
Ce sont les molécules qui sont et qui ont été les plus utilisées comme raticides et souricides (depuis les années 1950-1960). Avant cela, elles commençaient déjà à être utilisées comme médicament à usage humain pour empêcher le sang des blessures de coaguler, après certaines opérations chirurgicales ou dans le traitement de quelques maladies. Cet usage comme médicament les a fait mieux connaitre et maîtriser, préparant leur utilisation comme rodenticide.
Les anticoagulants utilisés pour tuer les rongeurs sont des dérivés de la 4-hydroxycoumarine (warfarine, appelée coumaphène en France, coumachlore, coumatétralyle, bromadiolone, difénacoum (de)…) et de l'indane-1,3-dione (chlorophacinone, diphacinone, pindone (de)…) qui sont des « antivitamines K » auxquels les rongeurs sont particulièrement sensibles en raison d'un faible volume sanguin et d'un rythme cardiaque élevé. La mort survient par anémie aiguë, provoquée par les hémorragies accidentelles survenant quelques jours à deux semaines après l'ingestion. L'antidote est la vitamine K1 (ou K3, mais qui agit moins vite et nécessite une dose un peu plus élevée). Ce type de rodenticide est un poison d'accumulation présenté en mélange avec un appât et il est nécessaire que le rongeur consomme plusieurs doses durant plusieurs jours. La mort survient habituellement 3 à 10 jours après la première prise. Ces produits sont notamment utilisés dans le cadre de campagnes de dératisation.
Les anticoagulants dits « de seconde génération » (difénacoum, bromadiolone, brodifacoum et flocoumafen) ont eux un effet plus persistant (plusieurs mois, même après une seule prise alimentaire) ; ainsi un enfant ayant accidentellement ingéré un anticoagulant de seconde génération a dû être traité durant sept mois. Et un adulte ayant fait une tentative de suicide avec un anticoagulant de seconde génération a eu besoin de huit mois de traitement à la vitamine K.

### Les convulsivants
Ce sont des neurotoxiques (alpha-chloralose, crimidine, strychnine) qui entraînent rapidement la mort après un coma ou des spasmes musculaires. 
Pas d'antidote ; traitement symptomatique : anti-convulsivants et ventilation. Ces produits sont aujourd'hui interdits.
La strychnine ayant un effet stimulant, de la mort-aux-rats a pu être utilisée comme produit dopant, par exemple lors du marathon aux Jeux olympiques de 1904.

### Les cardiotoxiques
Les glucosides cardiaques (scilliroside) provoquent la mort par arrêt cardiaque. 
Pas d'antidote ; traitement classique de l'intoxication digitalique.
- les cytotoxiques, poisons cellulaires tels que le phosphure de zinc, d'aluminium, de calcium, sources d'hydrure de phosphore (phosphine ou phosphure d'hydrogène) qui est un gaz hautement toxique (hypotension, œdème pulmonaire, convulsions …). Ce groupe de substances provoque une mort violente. Le phosphure de zinc est un produit plus stable que ces voisins et qui, mélangé à un appât, est ingéré par l'animal. Il libère alors dans l'organisme la phosphine qui entraîne la mort quelques heures après l'ingestion.

### Les hypercalcémiants
Par exemple calciférol, cholécalciférol ; souvent associés au coumaphène.

### Alternatives non toxiques, la dératisation durable
La dératisation durable est une combinaison entre des technologies innovantes et la connaissance de la vie et du comportement du rongeur en surface et dans les canalisations. La lutte se fait sans effets négatifs sur l’environnement mais aussi avec les plus hautes préoccupations éthiques possibles envers les animaux. Cette méthode s'appuie sur des solutions à long terme et durables respectueuse de l'environnement telles que les méthodes mécaniques et électroniques sans usage de produits biocides.
Généralement plusieurs techniques de luttes doivent être combinées au sein d'une stratégie réfléchie de lutte,,,, en s'appuyant sur des bases écologiques et notamment sur une bonne connaissance de l'écologie des populations des espèces « nuisibles » qu'on cherche à contrôler.

## Synergies, potentialisations
L'association de deux molécules ayant un mécanisme de toxicité différent peut être source de synergies toxiques.

De même, une molécule biocide raticide peut être potentialisée par une autre molécule (non toxique seule). Par exemple la warfarine est potentialisée (c'est-à-dire que son effet sera multiplié) par le triméthoprime-sulfaméthoxazole (fait découvert par hasard chez l'homme, à l'occasion de problèmes induits par une association médicamenteuse).

## Risques et précautions pour l'humain et pour les animaux domestiques ou sauvages non ciblés
Chez l'humain adulte, la prise accidentelle de produits rodenticides à base d'anticoagulants n'entraîne généralement pas - à moins d'absorption massive - de troubles de la coagulation, ni d'hémorragie. Chez l'enfant, des hémorragies graves peuvent survenir.
Ces produits agissent en abaissant le taux de prothrombine dans le sang, nécessaire à la formation du caillot sanguin, entraînant ainsi des hémorragies internes. Les symptômes apparaissent après quelques jours pour une dose élevée, après quelques semaines pour des prises répétées : sang dans les urines, saignement de nez, hémorragie gingivale, sang dans les selles, anémie, faiblesse. La mort peut survenir dans les 5 à 7 jours qui suivent.
Les anticoagulants sont toxiques à faible dose (ils sont dosés 0,005 % à 0,0025 % de l'appât raticide en général, selon les molécules utilisées), comme les autres rodenticides, ils doivent être utilisés avec précaution, et les appâts non consommés doivent être éliminés avec précaution conformément aux notices et à la réglementation, de même que les cadavres d'animaux empoisonnés quand ils sont retrouvés. D'autres espèces que des rongeurs peuvent accidentellement être empoisonnées, dont des ruminants (les jeunes y étant plus sensibles).
En France, des agents d'amertume sont obligatoires (y compris pour les blocs paraffinés), à des doses réglementées pour les produits destinés à être utilisés dans les jardins, afin que les enfants ne les mangent pas.

## Risques en santé environnementale; effets écotoxicologiques et écologiques
Les effets écologiques des rodenticides sont surtout liés aux faits suivants :
- large dissémination de rodenticides, source de contamination environnementale (dispersion d'appâts par des inondations, par des animaux, dispersion de poisons via les animaux contaminés, bioaccumulation…) ;
- mortalité secondaire d'espèces non-cibles (prédateurs naturels, spécialisés ou généralistes, et nécrophages opportunistes). Fréquemment, les prédateurs (régulant autrement les densités de ravageurs) meurent aussi, contaminées par des pesticides raticides ; au point que des populations entières de prédateurs peuvent disparaitre de vastes territoires par empoisonnement secondaire "involontaires"[18]. La réglementation protégeant la biodiversité et le système prédateur-proie peut entrer en contradiction avec la réglementation sur le contrôle des ravageurs par les pesticides raticides[18].

À titre d'exemple, le difénacoum est considéré (2012) par l'Europe comme « un rodenticide anticoagulant qui présente des risques notoires d’accident pour les enfants, ainsi que des risques pour les animaux et l’environnement. Il a été répertorié en tant que substance potentiellement persistante, susceptible de bioaccumulation et toxique (PBT), ou très persistante et très bioaccumulable (vPvB) ». De plus, une « résistance au difénacoum a été constatée chez les rats et semble se développer dans le pays » (Allemagne).
Une étude (2020) a porté sur les impacts indirects et secondaires des pesticides raticides sur les populations d’espèces et de communautés cibles/non cibles, impacts qui ont conduit à des impasses. Jusqu'alors, on ignorait dans quelle mesure les relations entre protocoles d'empoisonnements (par exemple, par anticoagulants) interagissaient sur la régulation des ravageurs. Les auteurs ont conçu un système heuristique non spatialisé incluant le campagnol aquatique et ses prédateurs spécialisés (hermines, belettes) ainsi qu'un prédateur généraliste (renard roux), des mustélidés et d'autres proies. 
L'étude a exploré et comparé les impacts de cinq pratiques d'empoisonnements par des agriculteurs (définies par la quantité de poison utilisée et par le seuil de densité de campagnols sous lequel l'utilisation de poison est interdite) sur les interactions prédateurs-proies, le transfert du poison dans le réseau trophique et les effets finaux sur la population. Les empoisonnements visant à maintenir de faibles densités de campagnols a supprimé les populations de mustélidés et de renards, conduisant une dynamique des populations de campagnols entièrement régulée par le poison, au détriment du service écosystémique de prédation, et en créant une nouvelle et croissante dépendance aux pesticides. Selon le modèle, maintenir une densité de campagnols sous les limites acceptables en propageant l'AR tout en maintenant suffisamment de campagnols comme ressources en proies a conduit à moins d'application d'AR et à des périodes prolongées sans AR dans l'environnement, bénéficiant aux prédateurs tout en évitant les épisodes à forte densité de campagnols, ce qui permettrait à la fois de protéger la production agricole tout en minimisant l’impact sur les prédateurs naturels, sur les processus et services écosystémiques associés. Ce modèle a aussi montré le besoin de conserver (ou restaurer) des zones refuges, abritant assez de campagnols non empoisonnés pour maintenir une population de prédateurs mustélidés spécialisés et contrebalancer les empoisonnements secondaire par des rodenticides. « De longues périodes sans traitement aux pesticides sont essentielles au maintien des populations de prédateurs, et que les pratiques d'utilisation de pesticides qui tentent de supprimer de manière permanente un ravageur à grande échelle sont contre-productives ».

## Apparition de résistances aux raticides
Les populations de rongeurs sauvages se montrent de plus en plus résistantes aux rodenticides, des produits qui par ailleurs tuent leurs prédateurs naturels, ce qui pourrait potentiellement entraîner une réduction substantielle des stratégies de lutte contre les principales espèces de rongeurs nuisibles ciblées que sont Rattus norvegicus (ou « rat de Norvège », « rat brun », « rat commun »), Rattus rattus (rat noir) et Mus musculus (souris domestiques) et les campagnols (source de problèmes pour certains agriculteurs). 
Signalée dès les années 1960, une perte majeure d'efficacité des pesticides rodenticides, dans des conditions pratiques où l’anticoagulant a été appliqué correctement, tend à se généraliser. Elle a notamment été démontrée par Rost et on équipe en 2009 ; Pelz et Prescott, en 2015 ; Berny et ses collègues en 2018…). Ce phénomène de résistance aux pesticides peut combiner au moins deux mécanismes de résistance sous-jacents, héréditaire (génétique, qui semble principalemnet impliquer le gène vkorc1 ) liée à une pression de sélection face à un usage très ou trop général de raticides, et/ou une résistance acquise comportementale (l'animal évite l’appât) et/ou physiologique. Cette résistance est à rapprocher des phénomènes d'antibiorésistance et de maladies nosocomiales observées dans les contextes où des microbes sont constamment exposés aux antibiotiques (de même pour certaines résistances d'insectes aux insecticides). On note que cette résistance, génétiquement transmissible, est plus forte chez les femelles, au moins chez R. norvegicus et M. musculus, et probablement chez R. rattus (Garg et Singla, 2014un; Lefebvre et coll., 2016 ; Scepovic et al., 2016 cités par McGee et ses collègues en 2020). 
Une résistance généralisée serait catastrophique pour la sécurité agroalimentaire (5 à 15 % des récoltes céréalières mondiales sont encore pillées ou souillées par des rongeurs, par les rats surtout, à raison de 20 millions de t/an) ; cette résistance génétiquement acquise risque aussi de conduire les dératiseurs ou agriculteurs à l'utilisation de poisons encore plus dangereux, sans garanties que de nouvelles résistances ne puissent apparaitre, et toujours au risque de faire disparaitre les prédateurs naturels des ravageurs que l'on voulait contrôler.

## Exemples de rodenticides utilisés par l'industrie agroalimentaire et les agriculteurs/éleveurs
Par ordre alphabétique (certains de ces produits peuvent être interdits pour certains usages ou dans certains pays) :
- 2-isovaléryl-1,3-indandione
- 2-pivaloyl-1,3-indandione (pindone)
- brodifacoum (Talon, Ratakt, D-Con Mouse Prufe II)
- bromadiolone (Bromone, Maki)
- chlorophacinone (Rozol)
- coumachlor
- coumatétralyle
- diféthialone
- diphacinone (Ramik, Diphacin)
- fumarine (souricide)
- Prolin (warfarine + 0,025 % de sulfaquinoxaline)
- difénacoum

On trouve aussi dans certains pays des poisons violents (dose unique) :
- phosphure de zinc (Rodent Bait, Rodent Pellets, contre les souris)
- warfarine + Vit. D2 (Sorexa)